# 김해 보천교 존속 살인사건
김해 보천교 존속 살인사건은 보천교 신자인 김성녀가 어린 두 딸을 살해한 사건이다.

## 사건 개요
1924년 10월 11일 새벽 1시경에 경상남도 김해군 생림면 봉림리에 사는 정은용의 아내 김성녀(40)가
자다가 갑자기 일어나 자신의 옆에서 잠든 둘째 아들을 별안간 때리고 발로 차며 폭행을 가하자, 놀란 아들이 그대로 집을 뛰쳐 나갔다. 김성녀는 멍한 얼굴로 연신 "태을천신"을 부르짖으며 소리쳤다. 본래 정은용의 집안은 5년전부터 보천교를 믿어 왔는데 최근 들어 그의 아내 김성녀가 자칭 태을천신을 접하면서 본래의 성격을 잃고 점차 성질이 난폭해져 갔다. 남편과 자녀를 호령하고 이웃에게는 겁박도 서슴치 않았다. 남편은 이런 아내를 보천교의 믿음이 통한 것이라 생각하고 오히려 아내를 위해 예배와 공양을 하며 헌신했다. 사건이 일어난 그 날밤에도 남편은 아내의 난동에도 보천선경으로 생각해 감히 저항할 생각조차 없었다. 남편은 아내의 난동에 셋째, 넷째 아들을 안고 부엌으로 피신을 하였다. 한살배기 딸이 울어대자 김성녀는 갑자기 소리를 멈추고 우는 딸을 집어 들고 밖으로 나와 마당에 그대로 내 던졌다. 아기는 그 자리에서 즉사 했다. 김성녀는 살해한 딸을 마당에 그대로 두고 들어와 사랑방에서 잠들었다 깬 큰 아들(25)을 불러내 이렇게 말했다. "지금 태을천신의 명령으로 지금부터 너는 총각이 아니라 어엿한 성인이다" 하며 별안간 상투를 틀어 주었다. 그리고 큰 아들에게 커다란 도끼 한 자루를 쥐어준 뒤, 일곱살 난 셋째 딸을 강제로 끌고 데리고 큰 아들 앞으로 데려왔다. "엄마! 오라버니!"하며 소리치고 울부짖는 여동생을 큰 오빠는 어머니의 지시를 받고 도끼로 힘껏 내려 찍어 참혹히 살해했다. 그 뒤 두 모자는 인근 주막으로 달려가 주인을 협박하고 자신들의 손으로 죽인 두 딸을 천신앞에 드리는 제사를 준비하던 중 이웃의 신고로 출동한 경찰관에 의해 곧 체포 되었다.